# کلیروتر (کارولینای جنوبی)
کلیروتر(به انگلیسی: Clearwater) شهری در ایالت کارولینای جنوبی کشور ایالات متحده آمریکا است که جمعیت آن در سرشماری سال ۲۰۱۰ میلادی، ۴٬۳۷۰ نفر بوده‌است.